# 中沙島礁虛擬鎮
中沙岛礁虚拟镇是中国海南省三沙市西沙区下辖的一个镇。隶属于中沙群岛的岛礁及其海域，原行政区划代码469039，现行政区划代码460323。但该镇目前并不實際存在，其中只有黃岩島有礁石露出海面，其所辖区域也没有常住居民，故称之为虚拟镇，並以黃岩島為鎮政府所在地。

## 行政区划
中沙岛礁虚拟镇由中沙岛礁居民委员会管辖，並以黃岩島為鎮政府所在地。